# Port Orchard
Port Orchard és una població dels Estats Units i seu del comtat de Kitsap a l'estat de Washington. Segons el cens del 2000 tenia 7.693 habitants.

## Demografia
Segons el cens del 2000, Port Orchard tenia 7.693 habitants, 2.901 habitatges, i 1.772 famílies. La densitat de població era de 738,9 habitants per km².
Dels 2.901 habitatges en un 34,5% hi vivien nens de menys de 18 anys, en un 40,5% hi vivien parelles casades, en un 16% dones solteres, i en un 38,9% no eren unitats familiars. En el 30,6% dels habitatges hi vivien persones soles l'11% de les quals corresponia a persones de 65 anys o més que vivien soles. El nombre mitjà de persones vivint en cada habitatge era de 2,4 i el nombre mitjà de persones que vivien en cada família era de 2,99.
Per edats la població es repartia de la següent manera: un 25,6% tenia menys de 18 anys, un 13,2% entre 18 i 24, un 33,3% entre 25 i 44, un 16,6% de 45 a 60 i un 11,3% 65 anys o més.
L'edat mediana era de 31 anys. Per cada 100 dones de 18 o més anys hi havia 105,1 homes.
La renda mediana per habitatge era de 34.020 $ i la renda mediana per família de 41.946 $. Els homes tenien una renda mediana de 33.610 $ mentre que les dones 25.739 $. La renda per capita de la població era de 16.382 $. Aproximadament el 10,9% de les famílies i el 12,9% de la població estaven per davall del llindar de pobresa.

## Poblacions més properes
El següent diagrama mostra les poblacions més properes.